# Жузеп Састре
Жузеп Састре Персіба (ісп. osep Sastre Perciba, 13 жовтня 1908, Барселона — 2 червня 1962) — іспанський футболіст, що грав на позиції півзахисника, зокрема за «Барселону», а також за національну збірну Іспанії.
Згодом — футбольний тренер.

## Клубна кар'єра
У дорослому футболі дебютував 1926 року виступами за «Барселону», в якій провів шість сезонів, взявши участь у 31 матчі чемпіонату. 1929 року виборов у її складі титул чемпіона Іспанії.
Згодом з 1932 по 1934 рік грав у складі «Еспаньйола» та «Париж»а, а завершував ігрову в іншій французькій команді, «Ред Стар», за яку виступав протягом 1934—1936 років.

## Виступи за збірну
1930 року провів свою єдину гру у складі національної збірної Іспанії, в якій став автором єдиного гола зустрічі, забитого у ворота команди Чехословаччини.

## Тренерська робота
В сезоні 1950/51 очолював тренерський штаб «Жирони».
Помер 2 червня 1962 року на 54-му році життя.
| Дата       | Місто     | Господарі | Результат | Гості          | Турнір           | Голи | Примітки |
| ---------- | --------- | --------- | --------- | -------------- | ---------------- | ---- | -------- |
| 01-01-1930 | Барселона | Іспанія   | 1 – 0     | Чехословаччина | товариський матч | 1    |          |
| Усього     |           | Матчів    | 1         |                | Голів            | 1    |          |

## Титули і досягнення
- Чемпіон Іспанії (1):

«Барселона»: 1929